# Cement (Oklahoma)
Cement város az Amerikai Egyesült Államok Oklahoma államában, Caddo megyében. Lakosainak száma 436 fő (2020. április 1.).

## Népesség
A település népességének változása:

| 2010 | 501 |
| 2020 | 436 |